# Steve Biko
Stephen Bantu Biko (Tarkastad, 18 de dezembro de 1946 — Pretória, 12 de setembro de 1977) foi um ativista anti-apartheid da África do Sul na década de 1960 e 1970.
Líder estudantil, fundou o Movimento da Consciência Negra (Black Consciousness Movement), que capacitava e mobilizava grande parte da população negra urbana. Desde sua morte sob custódia da polícia, ele foi chamado de mártir de um movimento anti-apartheid. Enquanto vivia, seus escritos e ativismo tentou capacitar as pessoas negras, e era famoso por seu slogan "black is beautiful", que o próprio descreveu como: "você está bem como você é, comece a olhar para si mesmo como um ser humano".
Mesmo que Biko nunca tenha sido um membro do Congresso Nacional Africano (ANC), foi incluído no panteão dos heróis de luta, indo tão longe como a utilização de sua imagem para cartazes de campanha nas primeiras eleições não-raciais da África do Sul em 1994. Nelson Mandela disse a respeito de Biko: "Eles tiveram que matá-lo para prolongar a vida do apartheid".

## Início da vida
Stephen Bantu Biko é filho de Mzingayi Mathew e Alice 'Mamcete' Biko, nascido em Ginsberg Township, na atual província do Cabo Oriental da África do Sul. Seu pai era funcionário do governo, enquanto sua mãe fazia trabalho doméstico em casas de brancos. O terceiro de quatro filhos, Biko cresceu com sua irmã mais velha, Bukelwa; seu irmão mais velho, Khaya; e sua irmã mais nova, Bobandile. Em 1950, com 4 anos, Biko sofreu a perda de seu pai, que estava estudando direito.
Steve era um Xhosa. Além de Xhosa, ele falava fluente inglês e africâner. Quando criança, ele estudou na Brownlee Primary School e Charles Morgan Higher Primary School. Foi enviado para Lovedale High School em 1964, um internato de prestígio em Alice Eastern Cape, onde seu irmão mais velho, Khaya, anteriormente havia estudado. Durante a era do apartheid, sem liberdade de associação protetora para Sul-africanos não-brancos, Biko foi expulso de Lovedale por suas opiniões políticas,e seu irmão foi preso por sua suposta associação com Poqo (agora conhecido como Azaniam People's Liberation Army). Depois de ser expulso, se formou mais tarde na St. Francis College, uma instituição católica romana em Miriannhill, Natal.
Ele estudou para ser médico na University of Natal Medical School.

## Casamento e filhos
Biko se casou com Ntsiki Mashalaba em 1970. Eles tiveram dois filhos juntos: Nkosinathi, nascido em 1971, e Samora.
Ele também tinha dois filhos com a Dra. Mamphela Ramphele, uma ativista de destaque dentro do BCM: a filha, Lerato, nascida em 1974, que morreu de pneumonia quando ela tinha apenas dois meses de idade, e um filho, Hlumelo, que nasceu em 1978 após a morte de seu pai.
Biko também teve uma filha com Lorraine Tabane, chamada Motlatsi, nascida em maio de 1977.

## Ativismo

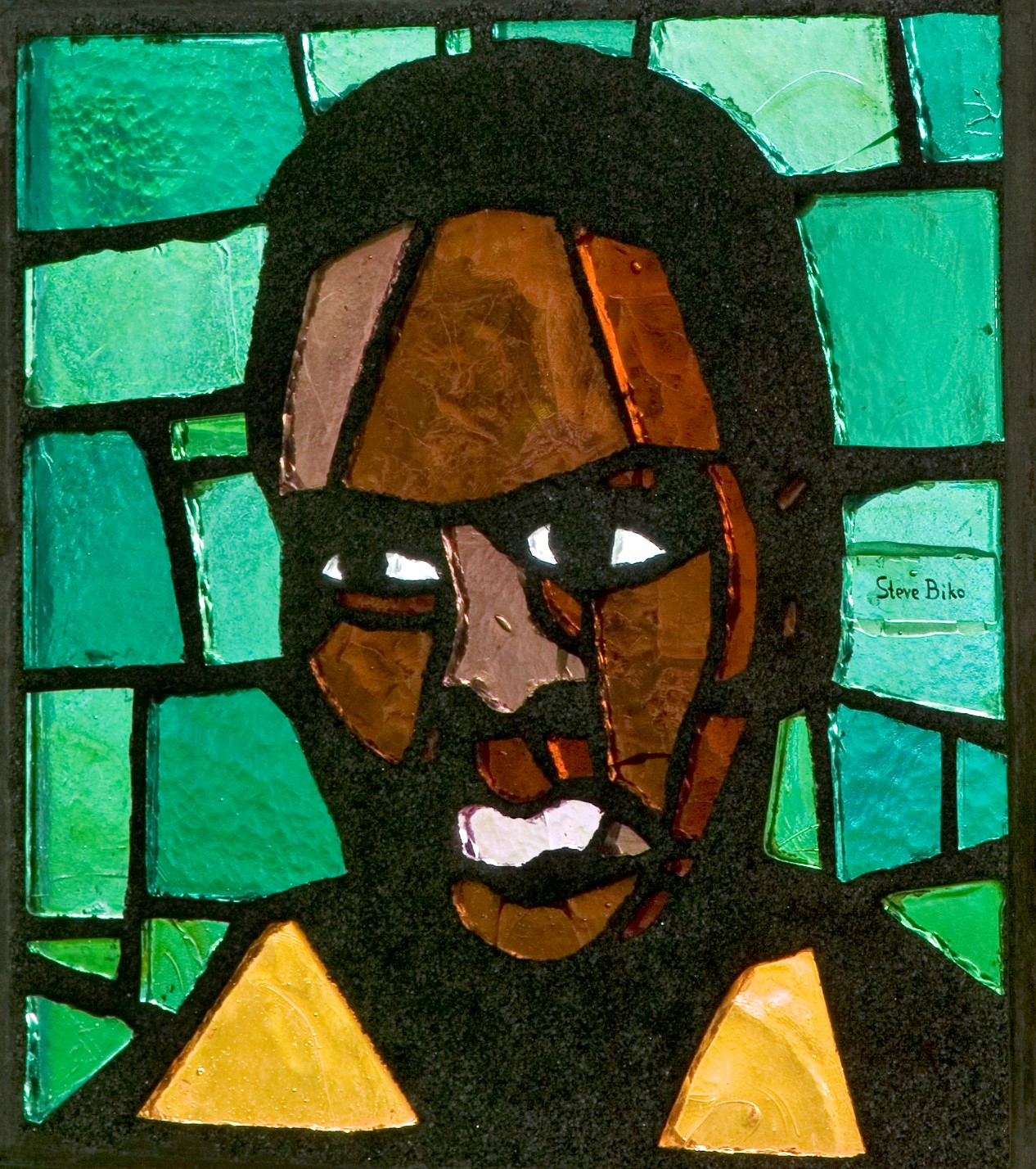
Vitral de Steve Biko por artista plástico neerlandês Daan Wildschut localizado na igreja Santa Anna em Heerlen, Países Baixos, 1976. Um dos 12 santos e mártires modernos.

Ele foi envolvido com a multirracial União Nacional dos Estudantes Sul-Africanos, mas depois que se convenceu que era negro, decidiu que precisava de uma organização própria, e ajudou a fundar a Organização dos Estudantes Sul-Africanos (SASO), cuja agenda incluiu auto-suficiência política e da unificação de estudantes universitários em uma "consciência negra". Em 1968, Biko foi o primeiro presidente negro eleito. SASO evoluiu para o Movimento de Consciência Negra influente (BCM) e também estava envolvido com a Federação Mundial dos Estudantes Cristãos.
No início de 1970, Biko tornou-se uma figura-chave no momento Durban. Em 1972, ele foi expulso da Universidade de Natal por causa de suas atividades políticas e tornou-se presidente honorário da Convenção do Povo Negro. Ele foi "banido" pelo governo do apartheid em fevereiro de 1973, ou seja, ele não estava autorizado a falar com mais do que uma pessoa, impossibilitando assim que ele falasse em público, era restrito à cidade distrito judiciário do Rei William e não poderia escrever publicamente ou falar com a mídia. Também foi proibido citar qualquer coisa que ele disse, incluindo discursos ou conversas simples.
Quando Biko foi "banido", seu trânsito dentro do país estava restrita ao Cabo Oriental, sua terra natal. Depois de voltar para lá, ele formou uma série de organizações de base com base na noção de auto-suficiência: Zanempilo, o Fundo Fiduciário Zimele (que ajudou a apoiar ex-presos políticos e suas famílias).
Apesar da representação do governo do apartheid, Biko e o BCM desempenharam um papel significativo na organização dos protestos que culminou com a Revolta de Soweto de 16 de junho de 1976. Na sequência da revolta, que foi recebido com uma mão pesada pela força de seguranças, as  autoridades começaram a alvejar Biko ainda mais.

## Morte e rescaldo

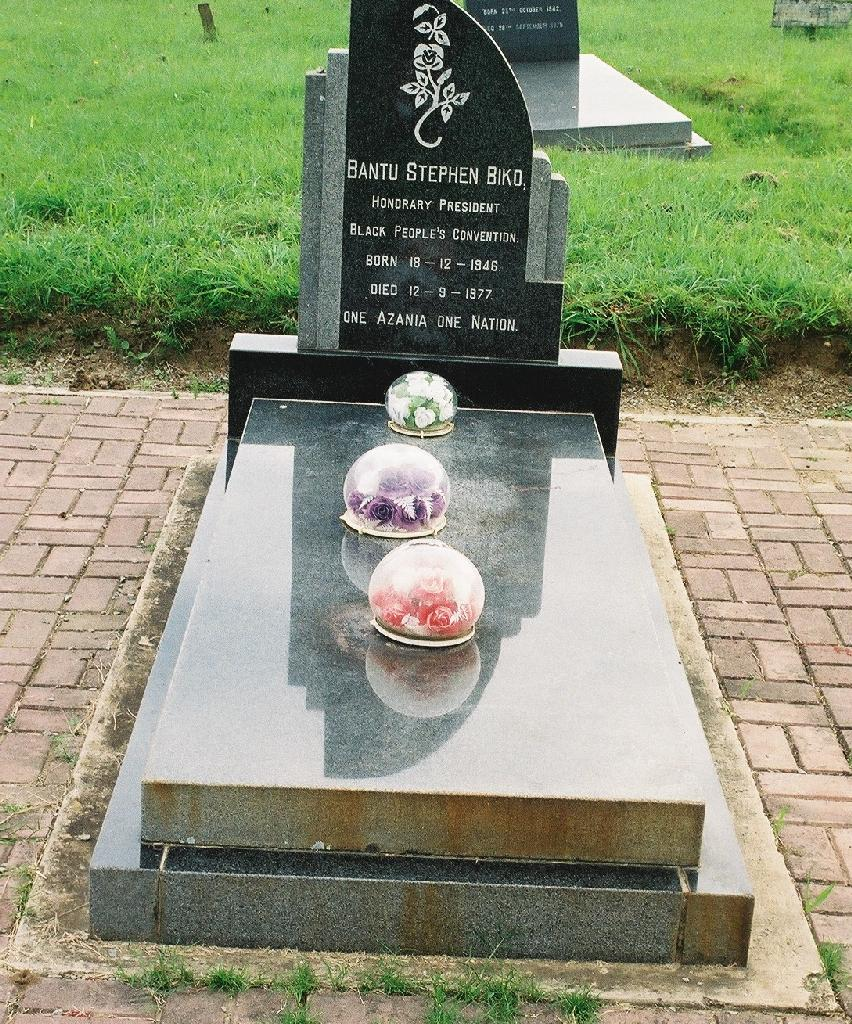
Túmulo de Steve Biko em King William's Town.

Em 18 de agosto de 1977, Biko foi preso em uma barreira policial e interrogado por oficiais da polícia. Esse interrogatório ocorreu na sala de polícia 619 do Edifício Sanlam em Port Elizabeth. O interrogatório durou 22 horas e incluiu tortura e espancamento, resultando em coma. Ele sofreu ferimentos na cabeça quanto estava sob custódia policial na delegacia Walmer, num subúrbio de Port Elizabeth, e foi acorrentado a uma grade de uma janela durante um dia.
Em 11 de setembro de 1977, a polícia carregou-o nas costas de um Land Rover, nu e contido em algemas para levá-lo para uma prisão com instalações hospitalares. Ele estava quase morto devido às lesões anteriores. Ele morreu logo após a chegada na prisão, em 12 de setembro. A polícia alegou que sua morte foi o resultado de uma greve de fome prolongada, mas a autópsia revelou múltiplas contusões e escoriações e que ele finalmente sucumbiu devido a uma hemorragia cerebral maciça dos ferimentos na cabeça, reforçando a ideia de que ele havia sido brutalmente agredido por seus captores. Em seguida, Donald Woods, jornalista, editor e amigo de Biko, junto com Helen Zille, mais tarde líder do partido político da aliança democrática, expuseram a verdade por detrás da morte de Steve.
Por causa de sua grande visibilidade, a notícia da morte de Biko espalhou-se rapidamente, divulgando a natureza repressiva do governo do apartheid. O seu funeral foi assistido por mais de 10 mil pessoas, incluindo numerosos embaixadores e outros diplomatas dos Estados Unidos e Europa Ocidental. O liberal branco jornalista sul-africano Donald Woods, amigo pessoal de Biko, fotografou seus ferimentos no necrotério. Woods foi mais tarde forçado a fugir da África do Sul para a Inglaterra, e fez campanha contra o apartheid e divulgou mais ainda a vida e a morte de Biko, escrevendo muitos artigos de jornal e autor do livro "Biko" que mais tarde foi transformado em filme de nome Cry Freedom vivido pelo ator Denzel Washington. 
Depois de um inquérito com 15 dias em 1978, um juiz magistrado disse que não havia provas suficientes para acusar os oficiais de homicídio, pois não havia testemunhas. Em 2 de fevereiro de 1978, com base nas provas dadas no inquérito, o procurador-geral do Cabo Oriental declarou que não iria processar os policiais. Em 28 de julho de 1979, o advogado da família Biko anunciou que o governo Sul-Africano teria que pagar 78 milhões de dólares em compensação pela morte de Biko.
Em outubro de 2003, o Ministério da Justiça Sul-Africano anunciou que os cinco policiais acusados de matar Biko não seriam processados judicialmente porque o limite de tempo para a acusação tinha decorrido e por causa da insuficiência de provas.
Um ano após sua morte, alguns de seus escritos foram recolhidos e lançado sob o título "Eu escrevo o que eu gosto".

## Influências e formação da ideologia
Como Frantz Fanon, Biko originalmente estudou medicina e, como Fanon, Biko desenvolveu uma intensa preocupação para o desenvolvimento da consciência negra, como a solução para as lutas existenciais que a existência forma, tanto como um ser humano como um africano. Biko, portanto, pode ser visto como um seguidor de Fanon e Aimé Césaire.
Biko viu a luta pela consciência africana como tendo duas fases: "libertação psicológica" e "libertação física". A influência não-violenta de Gandhi e Martin Luther King sobre Biko é então suspeito, como Biko sabia que por sua luta para dar lugar a libertação física, era necessário que ele existisse dentro das realidades políticas do governo do apartheid, e não-violência a ser visto mais como uma tática de uma convicção pessoal.
Em sua homenagem, o cantor Peter Gabriel  compôs em 1980 a música "Biko".
Citações:
- "Um dia nós estaremos em condições de dar à África do Sul o maior dos presentes - uma face mais humana (In time, we shall be in a position to bestow on South Africa the greatest possible gift - a more human face.);
- "O gesto de violência de um adulto não merece o sorriso de uma criança";
- "O racismo não implica apenas a exclusão de uma raça por outra - ele sempre pressupõe que a exclusão se faz para fins de dominação", contra-argumento em relação ao que os brancos falam sobre o racismo do negro em relação ao branco (o que é cabível, dialeticamente falando);
- "Racismo e capitalismo são faces da mesma moeda".